# Black on White
Black on White ist ein Jazzalbum des Ivo Perelman Trio mit Dominic Duval und Jackson Krall. Die im März 2001 im Studio Systems Two, Brooklyn, entstandenen Aufnahmen erschienen 2004 auf Clean Feed Records.

## Hintergrund
Der Tenorsaxophonist Ivo Perelman wurde auf Black on White von einem Team unterstützt, das zu dieser Zeit Cecil Taylors Rhythmusgruppe war, obwohl der in New York lebende Bassist Dominic Duval und der Schlagzeuger Jackson Krall auch mit anderen Improvisatoren, von Joe McPhee bis zum Bassisten William Parker zusammengearbeitet haben.

## Titelliste
- Ivo Perelman, Dominic Duval, Jackson Krall – Black on White (Clean Feed CF024CD)[2]

1. Black on White	12:16
2. Naked Seeds	9:38
3. Cumplicidade	10:21
4. Cores	5:35
5. Transparencia	6:30
6. Brilhante	7:06
7. Areia	7:05
8. Olhos	4:16
9. Sementes Nuas	3:31

Die Kompositionen stammen von Ivo Perelman.

## Rezeption

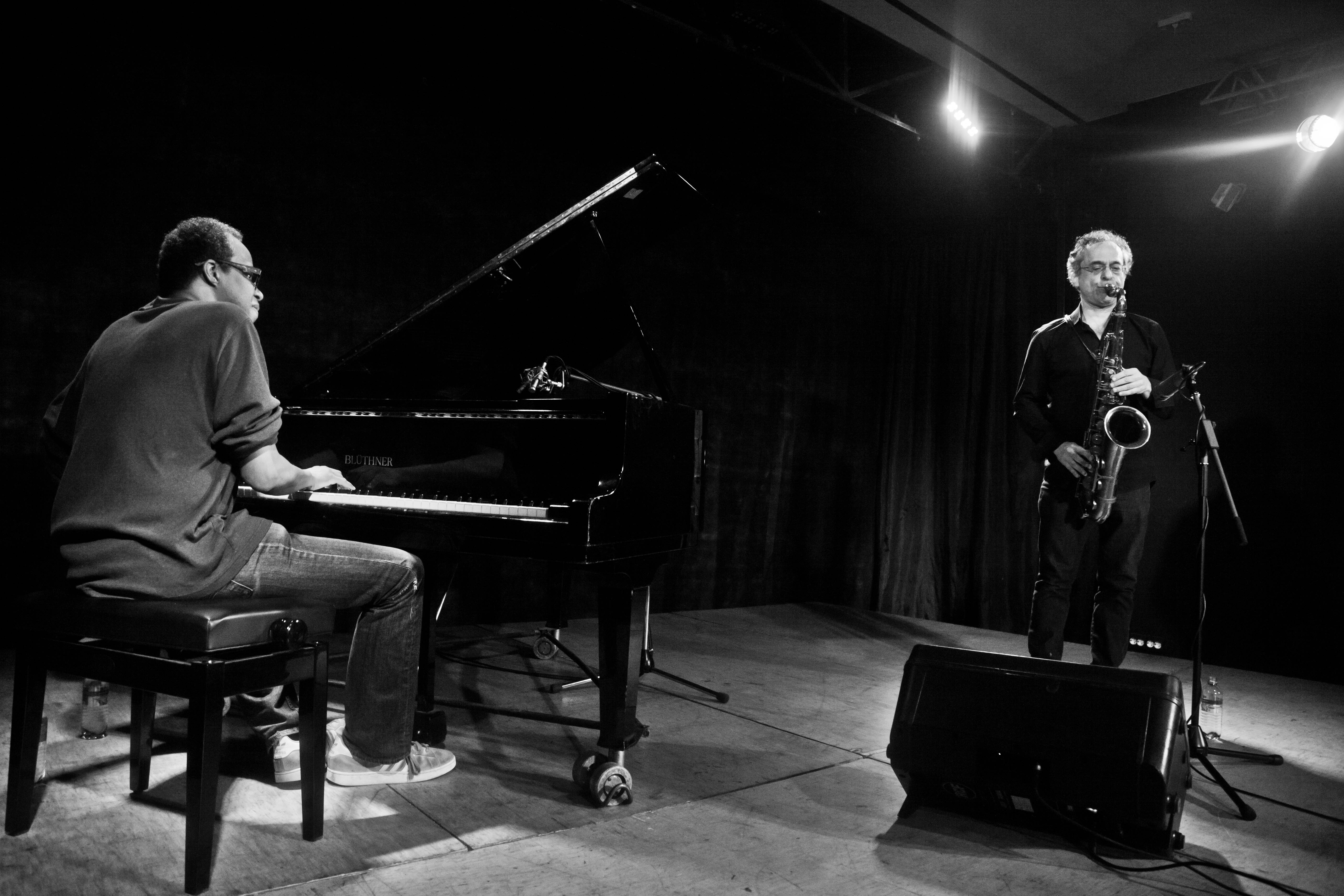
Ivo Perelman mit Matthew Shipp (am Piano, 2017)

Nach Ansicht von Ken Waxman, der das Album in All About Jazz rezensierte, könnte Perelmans schreiendes und kläffendes Spiel auf dem Tenorsaxophon „die auditive Definition des abstrakten Expressionismus sein, während er wie ein Tropfmaler im Zickzack durch die Themen geht“. So behandle Perelman seine Komposition wie die vorläufigen Bleistiftskizzen eines Künstlers, indem er eine Idee nach der anderen auf die Leinwand entwirft und an jeder Variation arbeitet. Black on White sei rigoros und hartnäckig, so der Autor, und man könne es für seine unnachgiebige Härte, die es länger erscheinen lasse als seine 66 Minuten, mehr als nur loben.
Wie seine Malerei, die seine Musik gleichermaßen inspiriert und definiert, würde Perelman „Action-Saxophon“ spielen, meinte Jeff Stockton (All About Jazz). Er folge seinem Instinkt auf den Klappen und lasse dünne, präzise Notenlinien tropfen, als ob sie von der Spitze eines Pinsels fallen würden, oder spritze lange, breite Schwaden, als würden sie gerade aus der Dose geschleudert. Das heiße nicht, dass es seiner Musik an Ideen oder Richtung mangele. Während sie vor allem durch eine spürbare Leidenschaft, klagende Emotionen und Anflüge von Humor gekennzeichnet sei, dienten Fragmente von Folk-Melodien (höchstwahrscheinlich aus Perelmans Heimat Brasilien) „als Haltegriffe an der steilen Felswand“. Aber beim sanften Abschluss „Sentes Nuas“ würden seine an Thelonious Monk ausgerichteten Ursprünge deutlich durchdringen.